# Kaseya Center
Pour les articles homonymes, voir AAA.
Le Kaseya Center (anciennement American Airlines Arena ou AAA, FTX Arena et Miami-Dade Arena) est une salle omnisports située dans le centre de Miami, en Floride, le long de la baie de Biscayne. Elle est principalement utilisée pour le basket-ball et les concerts. C'est le deuxième plus grand aréna de Miami, derrière le Amerant Bank Arena de Sunrise, situé dans la région métropolitaine de Miami.
Depuis 2000, ses locataires sont le Heat de Miami, une franchise de basket-ball évoluant en NBA, mais l'arène a aussi été le domicile du Sol de Miami, équipe féminine de basket-ball de la WNBA, de 2000 à 2002. Sa capacité est de 19 600 places en configuration basket-ball, mais les balcons supérieurs peuvent être fermés pour créer une atmosphère plus intime avec juste 16 000 sièges. Elle dispose de plusieurs commodités avec 236 suites de luxe et 1 200 sièges de club. Le Kaseya Center peut être configuré de cinq manières différentes et sa capacité peut varier de 5 000 à 20 000 places. Dans les alentours de l'arène il y a 1 147 places de parking.

## Histoire
En novembre 1998, la construction de la nouvelle arène a été retardée après un incendie dans la section supérieure du bâtiment. Le Kaseya Center fut inaugurée le 31 décembre 1999 pour remplacer la vétuste Miami Arena (16 640 places). La salle a coûté 194 millions de dollars et ses concepteurs sont les architectes des firmes Arquitectonica & Heinlein Schrock Stearns. Le premier événement était le concert de Gloria Estefan. Deux jours plus tard, le 2 janvier 2000, le Heat de Miami a joué leur premier match dans la nouvelle arène.
La "AAA" est sponsorisée comme la salle de Dallas par la compagnie aérienne American Airlines (42 millions de dollars sur 20 ans), cette salle présente une architecture des plus classiques : un gigantesque ovale avec imprimé sur le toit le dessin à taille réelle d'un Boeing 747. Édifiée sur Biscayne Boulevard, en plein cœur de Miami, elle détonne un peu avec l'environnement local, ce qui eut le don d'énerver plusieurs associations écologiques lors de sa construction, retardant les travaux de 3 mois. La AAA se situe dans la moyenne des salles NBA, ni plus ni moins, mais elle dispose de toutes les commodités jugées indispensables pour abriter le Heat et faire un maximum de bénéfices. Des suites luxueuses, des panneaux publicitaires lumineux, toujours en mouvement, qui la ceinturent à mi-hauteur et des stands de ventes. La salle est même reliée avec le Bongos, un café cubain coiffé d'une immense tête d'ananas et possédé par Emilio et Gloria Estefan.
En tant que partie de son arrangement de sponsoring, American Airlines a eu un avion géant peint sur le toit de l'arène, avec un logo d'American Airlines au centre. Le dessin du Boeing 747 sur le toit est visible depuis les avions décollant et débarquant à l'Aéroport international de Miami, où American Airlines a un hub aérien. L'arène a également des suites de luxe appelés les "Flagship Lounges", une marque déposée à l'origine utilisée pour les salons de première classe de la compagnie dans certains aéroports.
Le Waterfront Theater est un théâtre à l'intérieur de l'arène qui peut accueillir entre 3 000 et 5 800 spectateurs.
Autre que les matchs de basket-ball du Heat, la salle accueille des événements variés comme des concerts, des combats de catch WWE tels que le WWE Royal Rumble 2006 du 29 janvier 2006, des tournois de basket-ball universitaire NCAA et le MTV Video Music Awards.
En 2009, un écran géant DEL transparent est installé sur la façade du bâtiment. Baptisé le MiamiMediaMesh at AmericanAirlines Arena, c'est le plus grand du genre et couvre environ 315 mètres carrés.
Le 10 septembre 2019, la compagnie American Airlines annonce qu'elle ne renouvellerait pas son contrat de "naming" qui expire fin 2019. Le nouveau contrat de "naming" sera d'une durée de dix ans et six mois soit du 1er janvier 2020 au 30 juin 2030 (jusqu'à la fin de la saison NBA 2029-30). En décembre 2020, les droits de "naming" n'avaient toujours pas été vendus et l'arène continue d'utiliser le nom American Airlines Arena. La marque American Airlines a été retirée du sol du Heat juste avant le début de la saison 2020-21 et remplacées temporairement par le logo de la marque Kia Motors. En mars 2021, FTX Crypto Exchange, une plate-forme d'échange de Crypto-actif, a acquis les droits de "naming" de l'arène pour 135 millions de dollars. La NBA a approuvé l'accord début avril et le nouveau nom de FTX Arena a été officialisé en juin 2021. Après la faillite de l’entreprise FTX en novembre 2022, le comté de Miami-Dade, bénéficiaire de la majorité des recettes du naming de l'enceinte, déclare être à la recherche d'un nouveau partenaire.

## Événements
- Concert de Gloria Estefan, 31 décembre 1999
- WCW Uncensored, 19 mars 2000
- UFC 42 : Sudden Impact, 25 avril 2003
- MTV Video Music Awards, 29 août 2004 et 28 août 2005
- Concert de Britney Spears, 28 mars 2004
- Concerts de Madonna (Re-Invention Tour), les 1er et 2 août 2004
- WWE Royal Rumble 2006, 29 janvier 2006
- 2006 NBA Finals, 13, 15 et 18 juin 2006
- WWE RAW, 1er janvier 2007
- American Idol, 20-22 août 2007
- WWE Survivor Series 2007, 18 novembre 2007
- Concert de Céline Dion (Taking Chances Tour), 23 janvier 2009
- 1er et 2d tours du tournoi du Championnat NCAA de basket-ball, 20 et 22 mars 2009
- Coupe de la Ligue de handball, 10 et 11 avril 2009[5]
- WWE SmackDown/ECW, 14 juillet 2009
- WWE Survivor Series 2010, 21 novembre 2010
- Concerts de Lady Gaga : The Monster Ball Tour le 13 avril 2011 puis dernièrement Joanne World Tour le 30 novembre 2017
- Concert du groupe LMFAO, 22 juin 2012
- Concert de Britney Spears, 22 juillet 2011
- WWE Hall Of Fame cuvée 2012, 31 mars 2012
- WWE RAW, 2 avril 2012
- Concerts de Madonna (MDNA Tour), les 19 et 20 novembre 2012
- Concert de Taylor Swift dans le cadre de son Red Tour, 10 avril 2013
- WWE Hell in a Cell 2013, 27 octobre 2013
- Concert de Miley Cyrus, Bangerz Tour, 22 mars 2014
- Concert de Demi Lovato, Demi World Tour, 14 septembre 2014
- Concerts de Madonna (Rebel Heart Tour), les 23 et 24 janvier 2016
- Concerts de Madonna (The Celebration Tour), les 6, 7 et 9 avril 2024
- Concert de Olivia Rodrigo( Guts World Tour ), le 6 Mars 2024

## Galerie

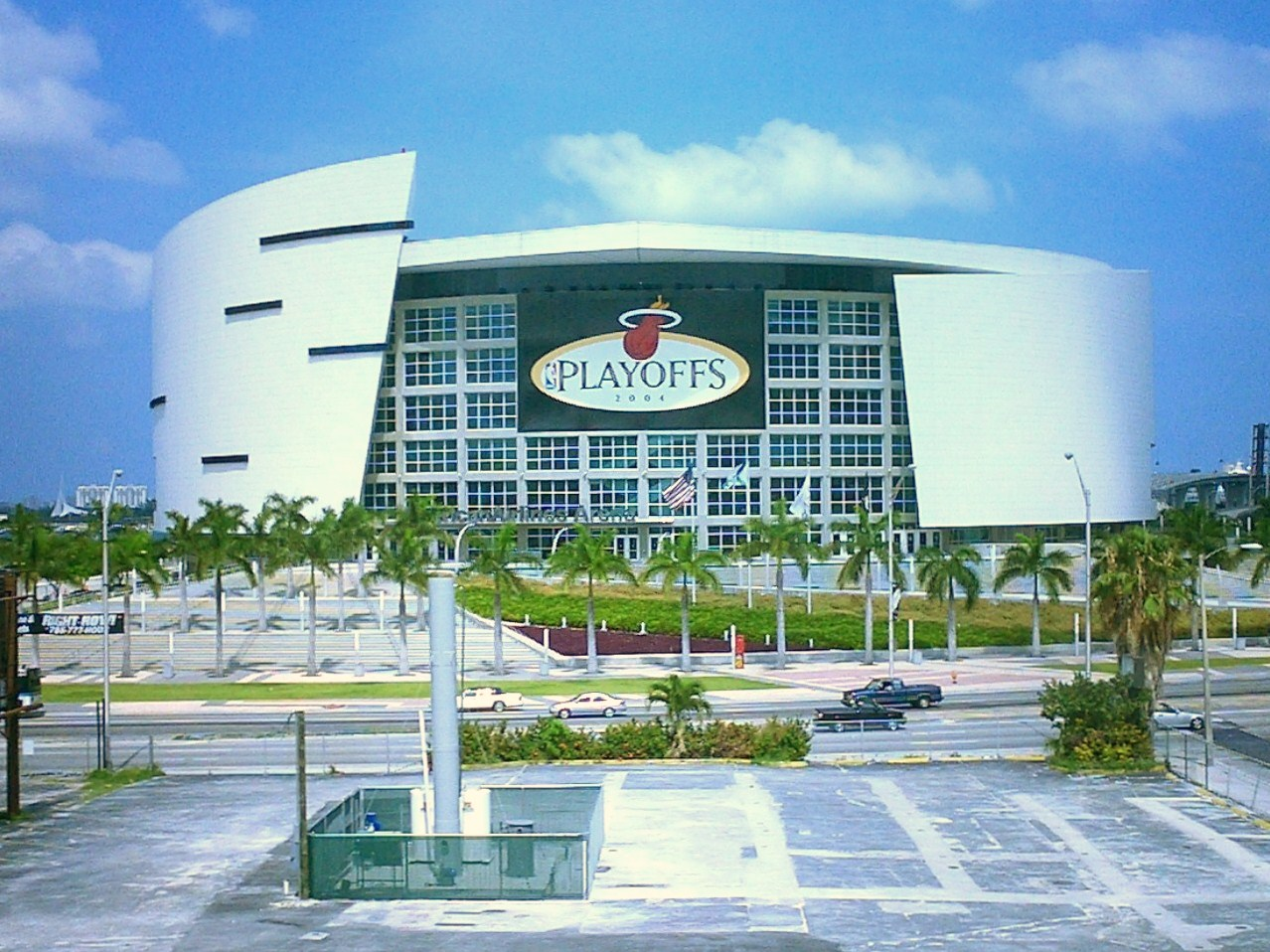
Vue extérieure
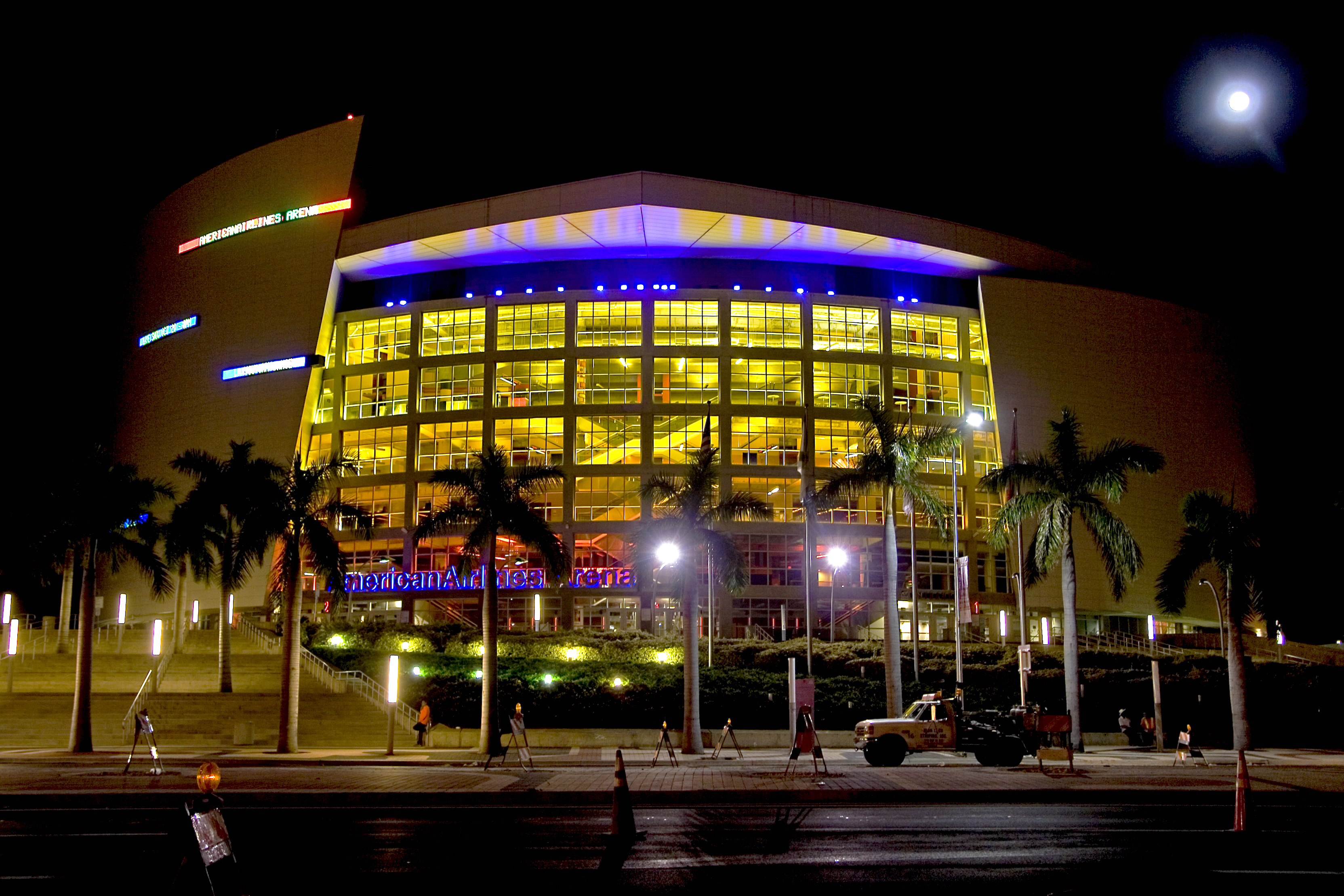
De nuit
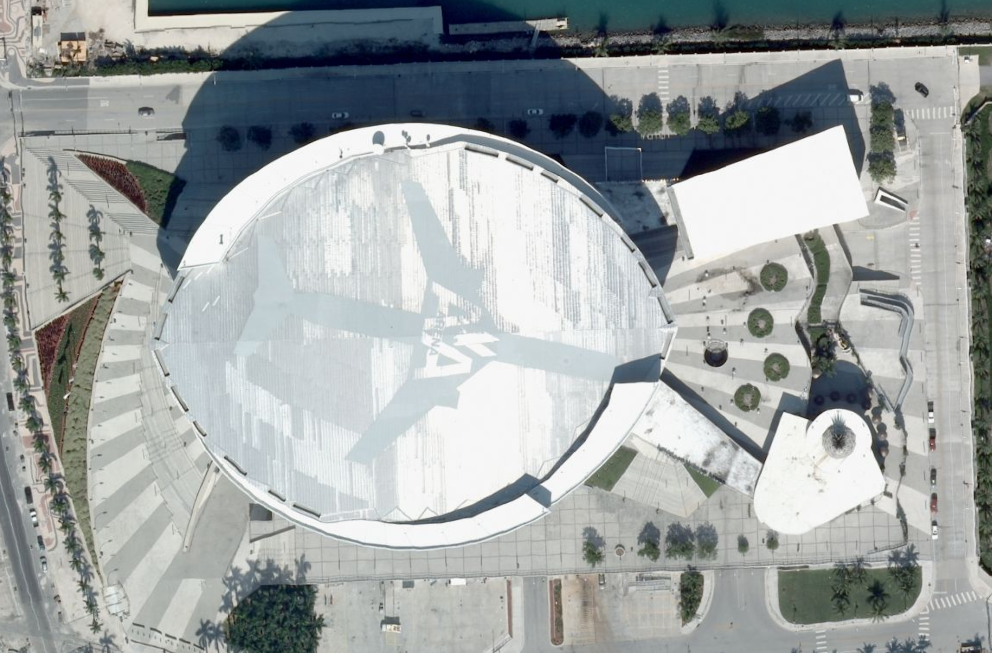
Image satellite
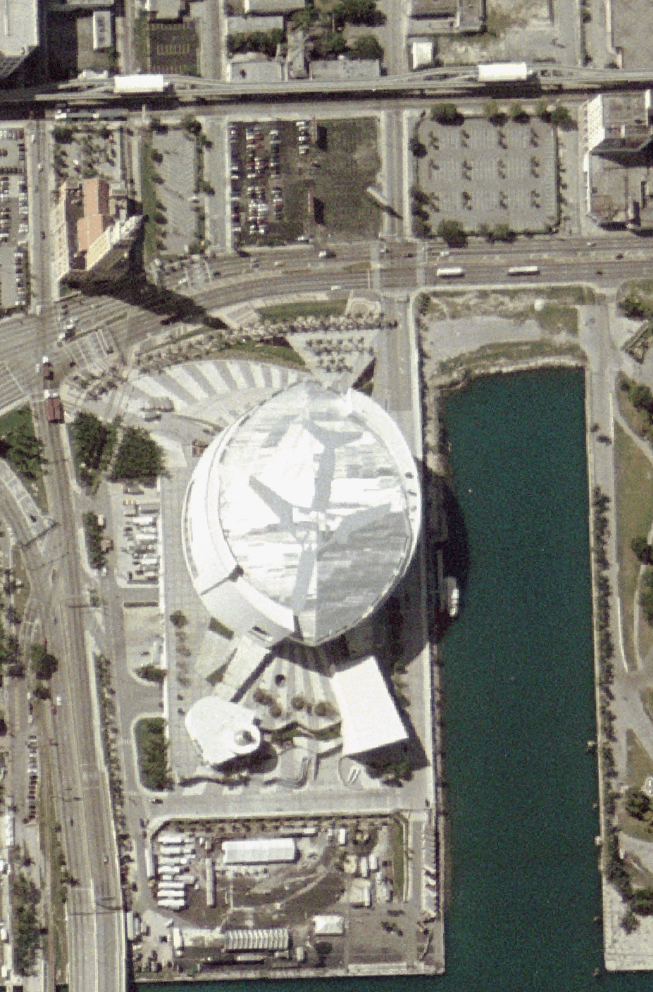
Depuis le ciel